# Тераферма
Тераферма (вен. Domini de teraferma, букв. володіння на материку) — материкові території Венеційської республіки у внутрішніх землях за Адріатичним узбережжям Північно-Східної Італії. Це була одна з трьох частин, на які поділялась республіка, разом з Догадо (власне Венецією) та її морськими володіннями.

## Географія
В час найбільшого розширення Тераферма включала нинішні італійські регіони Венето, західну та центральну частину ниншіньої провінції Фріулі-Венеція-Джуліюя та східну частину Ломбардії (тобто нинішні провінції Бергамо та Брешія) аж до річки Адда, де вона межувала з імперським Міланським герцогством.
На півдні нижня течія річки По утворювала кордон з Папською державою. Тераферма охоплювала західну та центральну частини історичного регіону Фріулі, за винятком найсхіднішої частини вздовж річки Ізонцо, яку тримали імперські графи Герц. На півночі Карнійські та Юлійські Альпи утворювали кордон з внутрішньо-австрійськими герцогствами Каринтія та Крайна.

## Історія
Венеція відвоювала материкові володіння Местре у Скалігерів в 1337 році, і згодом Тревізо та Бассано-дель-Граппа в 1339. Розвиток власне провінції Тераферма фактично розпочався з приєднань дожа Мікеле Стено в 1400 році, який систематично проводив кампанії у венеційських внутрішніх землях, щоб забезпечити торгівлю та продовольство для громадян Венеції. Його наступники Томмазо Моченіго та Франческо Фоскарі розширили володіння на шкоду не тільки Скалігерам, але й Карарезі в Падуї (лорд Франческо Новелло да Каррара був страчений у 1406 році) та Вісконті в Мілані.
У 1420 році Венеція анексувала фріульські території Імперського Аквілейського патріархату від узбережжя Адріатики аж до Понтебби в Юліанських Альпах. Імператор Сигізмунд був змушений визнати ці завоювання у 1433 році; через чотири роки він офіційно поступився територією Венеції в якості імперського ф'єфу. У 1523 році імператор Карл V остаточно відмовився від усіх титулів як феодальний володар.
Після падіння республіки внаслідок договору Кампо-Форміо володіння недовго пробули під владою Франції, поки Наполеон не поступився ними Австрії в 1797 році, а в 1805 році вони були об'єднані з Наполеонівським королівством Італії (1805–1814). У 1815 році було сформоване Ломбардо-Венеційське королівство, яке перейшло під контроль Австрійської імперії.